# Paul à la pêche
Paul à la pêche est une bande dessinée de Michel Rabagliati, publiée en 2006 aux éditions La Pastèque.

## Résumé
Paul et Lucie sont désormais installés à Montréal où la vie se poursuit sans heurts. L'été venu, ils tentent un séjour dans un village au bord d'un lac aménagé pour les pêcheurs. La pêche ne les passionne pourtant guère. Mais leur principal souci est ailleurs : leur premier enfant si ardemment souhaité tarde à venir...